# التاريخ العسكري لنيوزيلندا

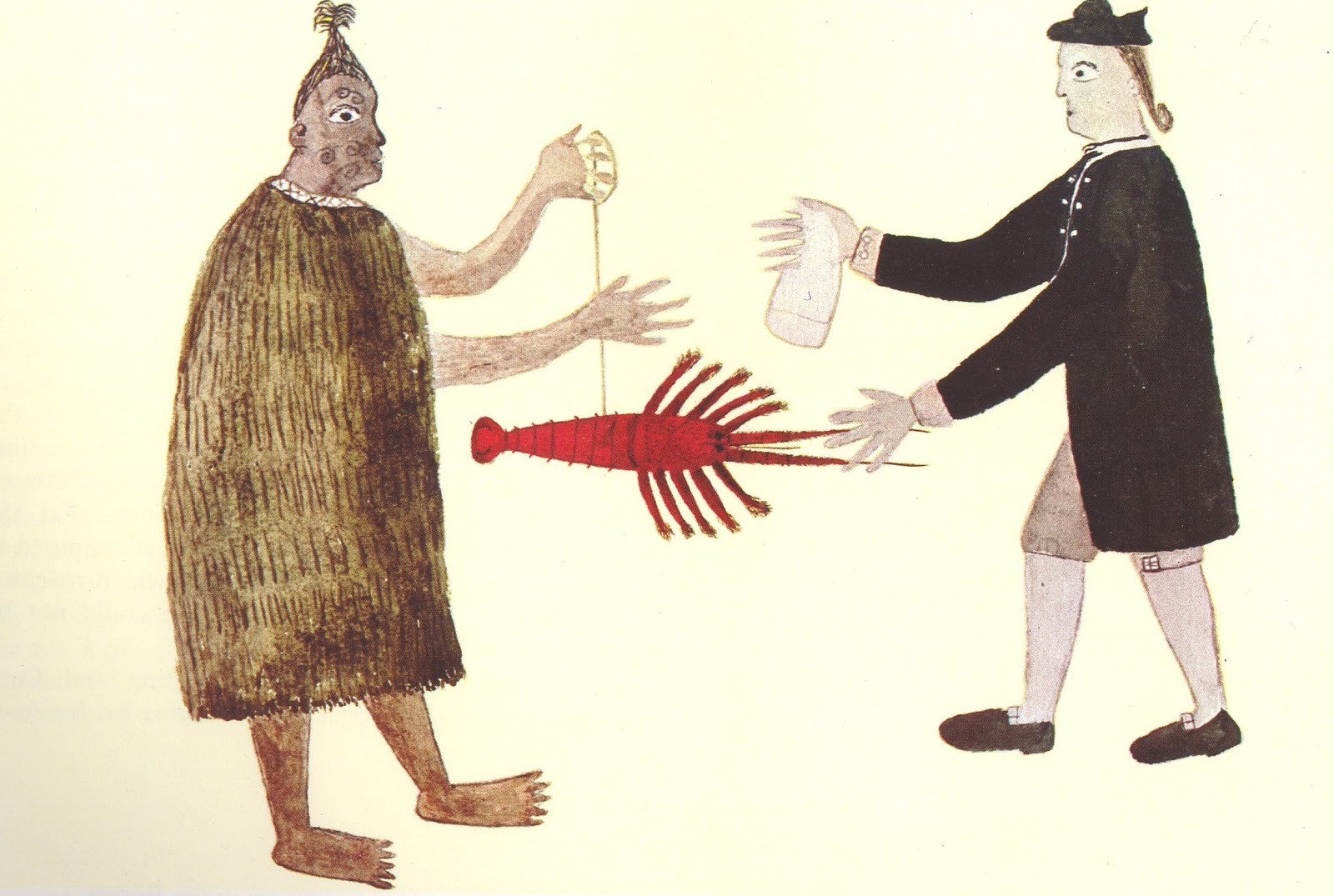

يُعد التاريخ العسكري لنيوزيلندا جانبًا من جوانب تاريخ نيوزيلندا الذي يمتد لعدة مئات من السنين. حين استقر شعب الماوري لأول مرة قبل ما يقرب من ألف عام، كان هناك الكثير من الأراضي والموارد، ولكن الحرب بدأت تندلع مع اقتراب البلاد من قدرتها الاستيعابية. شُنّت الحرب في البداية بأسلحة قريبة المدى مصنوعة من الخشب والحجر، واستمر استخدام هذه الأسلحة بشكل متقطع إلى أن وصل الأوروبيون، حاملين معهم أسلحة جديدة مثل المسكيت. أدى الاستعمار البريطاني إلى اندلاع حروب نيوزيلندا في القرن التاسع عشر حين قاتلت قوات المستوطنين والقوات الإمبراطورية وحلفائها من شعب الماوري ضد آخرين من شعب الماوري وقلة من شعب الباكيها. في النصف الأول من القرن العشرين، حارب النيوزيلنديون من جميع الأعراق إلى جانب بريطانيا في حرب البوير وكلا الحربين العالميتين. في النصف الثاني من القرن العشرين وفي القرن الواحد والعشرين، قدمت قوات الدفاع النيوزيلندية مساعدة رمزية للولايات المتحدة في العديد من الصراعات. ساهمت نيوزيلندا أيضًا بقوات على نطاق واسع في عمليات حفظ السلام متعددة الأطراف.

## حرب الماوري القبلية قبل عام 1806
يُعد صعيد الحرب القبلية بين شعب الماوري قبل قدوم الأوروبيين غير معروف. تتضمن التواريخ الشفهية والأساطير والهاكابا (معتقد رئيسي في ثقافة شعب الماوري) العديد من القصص عن المعارك والحروب ولكن لم تجري سوى القليل من الأبحاث حول عدد المرات التي حدثت فيها الحروب بالفعل. في كتابه «صناعة الشعوب»، يقترح جيمس بيليش أنه ربما كانت الحروب غير مألوفة في القرون القليلة فور وصول شعب الماوري إلى نيوزيلندا في نحو عام 1280 بعد الميلاد، إذ كان هناك الكثير من الأراضي والموارد لاستخدامها. تشير الأدلة الأثرية إلى أنه بعد النمو السكاني وانقراض طائر الموا (وهو طائر كبير الحجم غير قادر على الطيران)، بدأت الحروب بالازدياد، إذ تنافست القبائل والهابو (العشائر القبلية) على الموارد النادرة. في مرحلة ما، ربما قبل هذا التغيير الثقافي، هاجرت مجموعة واحدة إلى جزر تشاتام، حيث طوروا ثقافة موريوري المسالمة إلى حد كبير. تُرك شعب الموريوري غير قادر على الدفاع عن نفسه حين غزا شعب الماوري الجزر في الثلاثينيات من القرن التاسع عشر بسبب سلميته.

## حروب المسكيت (1806-1845)
كانت حروب المسكيت سلسلةً من المعارك التي شُنّت في أوائل القرن التاسع عشر بين مجموعات قبائل الماوري المختلفة، خاصةً في الجزيرة الشمالية. كانت القبائل الشمالية، مثل قبيلتي نابوهي وناتي واترا المتنافستين، أوائل من حصل على بندقية المسكيت وأوقعت خسائر فادحة في بعضها البعض وفي القبائل المجاورة، في حين لم تستعمل بعضها أسلحة نارية. بمرور الوقت، تاجرت جميع القبائل للحصول على بنادق المسكيت، ووصل الصراع في النهاية إلى طريق مسدود غير مستقر. أعطت الحروب شعب الماوري خبرةً قتالية باستخدام الأسلحة النارية والدفاع عن أنفسهم ضدها – وهي تجربة ستكون حيوية في حروب نيوزيلندا.

## الحروب النيوزيلندية (1843-1872)
كانت الحروب النيوزيلندية سلسلةً من الحروب التي شُنّت بين شعب الماوري من جهة وخليط من قوات المستوطنين والقوات الإمبراطورية وآخرين من شعب الماوري من جهة أخرى. ناقش المؤرخون القضايا التي شُنت الحروب من أجلها، إذ اقترح كيث سنكلير إنها شُنت بسبب الخلاف على الأرض، في حين اقترح جيمس بيليش أنه على الرغم أن الأرض كانت عاملاً رئيسيًا، إلا أن الحروب كانت في الأساس معركةً على السيادة. ينعكس هذا الجدل في تسمية الحروب: إذ لا يوجد إجماع حقيقي حول ما إذا كان ينبغي تسميتها «الحروب النيوزيلندية» أو «حروب الأرض»، على الرغم أن كتب بيليش والمسلسلات التلفزيونية حول الصراع قد صنعت شعبيةً للمصطلح الأخير، بالإضافة إلى سجل تاريخي للمؤرخ جيمس كوان نُشر في عشرينيات القرن العشرين. أصبح اسم «حروب الماوري» غير مستخدم. كانت أسماء شعب الماوري للنزاعات المسلحة هي تي ريري باكيها («غضب الرجل الأبيض») أو نا باكانغا أو أوتياروا («الحروب النيوزيلندية الكبرى»). في حين بدأ القتال في عام 1843 وأُطلقت الطلقات الأخيرة في أوائل القرن العشرين، وقع الجزء الأكبر من القتال في ستينيات القرن التاسع عشر.